# Скиннер, Клэр
Клэр Л. Ски́ннер (англ. Claire L. Skinner; 1965, Хемел-Хемпстид, Хартфордшир, Англия, Великобритания) — английская актриса.

## Биография
Клэр Л. Скиннер родилась в 1965 году в Хемел-Хемпстиде (графство Хартфордшир, Англия, Великобритания), став старшей дочерью в семье лавочника и секретаря.

## Карьера
Клэр дебютировала в кино в 1989 году, сыграв роль ученицы в эпизоде « Ghost in the Machine» телесериала «Инспектор Морс». В 1999 году Скиннер сыграла роль Бет Киллиан в фильме «Сонная лощина». Всего она сыграла в 55-ти фильмах и телесериалах.

## Личная жизнь
С 2001 года Клэр замужем за режиссёром Чарльзом Палмером. У супругов есть два сына — Уильям Джон Палмер (род.1999) и Генри Томас Палмер (род.2002).